# Mike Rathje
Mike Rathje, född 11 maj 1974 i Mannville, Alberta, Kanada, är en ishockeyspelare (back) som spelat i NHL sedan 1993.
För närvarande spelar han för Philadelphia Flyers dit han värvades inför säsongen 05/06.
Innan dess spelade han elva säsonger för San Jose Sharks som också var den klubben han listades för som nummer tre 1992.
Rathje är en starkt defensiv spelande back som ändå vissa säsonger producerar skapligt med poäng.